# Lunenburg, Virginia
Lunenburg eller Lunenburg Courthouse är administrativ huvudort i Lunenburg County i Virginia. Vid 2010 års folkräkning hade Lunenburg 165 invånare. Den nuvarande domstolsbyggnaden i Lunenburg byggdes 2004–2006.